# Higher (Eminem-Lied)
Higher (englisch für „höher“) ist ein Lied des US-amerikanischen Rappers Eminem, bei dem Teile des Refrains von dem Sänger Sly Pyper gesungen werden. Der Song wurde am 18. Dezember 2020 auf seinem Album Music to Be Murdered By – Side B veröffentlicht.

## Inhalt
Higher handelt vom Eminems Karriere, in der er rückblickend alles erreicht hat. Er rappt über seine Fans, die weltweit ganze Stadien bei seinen Shows füllen und das, obwohl er anfangs viel Geduld aufbringen musste, bis er den Durchbruch schaffte. Trotz seines Erfolgs habe er sich selbst jedoch nicht geändert: Er lebe weiter für die Musik und denke nicht ans Aufhören. Schließlich blickt er auf seine Kindheit zurück, die das Gegenteil von seinem jetzigen Leben darstellte. Doch aus der Armut sowie dem Zusammenleben mit seiner drogenabhängigen Mutter und ohne Vater habe er die Wut und Ideen für seine Raptexte gewonnen. Letztendlich sei er in seinem Leben immer höher aufgestiegen.

“Where am I supposed to go from here? (Woah-oh-oh) Hey

Really I have no idea (All I know is, all)

All I know is every time I think I hit my ceiling (Yeah, oh)

I go higher than I’ve ever fuckin’ been”

## Produktion
Der Song wurde von Eminem selbst produziert. Als Autoren fungierten neben ihm Luis Resto, Sly Jordan, Mike Strange und Andre Brissett.

## Musikvideo
Obwohl Higher nicht als Single erschien, wurde zum Song ein Musikvideo gedreht, bei dem der US-amerikanische Regisseur James Larese Regie führte. Es feierte am 23. Januar 2021, im Rahmen des UFC-Kampfes zwischen Conor McGregor und Dustin Poirier, seine Premiere auf YouTube und verzeichnet über 20 Millionen Aufrufe (Stand Mai 2021).
Das Video ist inspiriert vom Musikvideo zu LL Cool Js Song Mama Said Knock You Out aus dem Jahr 1990. Es ist größtenteils in Schwarz-weiß gehalten und zeigt Eminem in einem Boxring, wobei er das Lied an einem von der Decke hängenden Mikrofon rappt. Dazwischen ist er in einem Kraftraum beim Gewichtheben und Trainieren zu sehen. Während des Refrains werden Bildschirme mit Videos gezeigt, auf denen Fans den Song mitrappen. Anschließend wird das Lied unterbrochen von einem fiktiven News-Interview, in dem ein Kampf von Eminem gegen seine eigenen Dämonen angekündigt wird. Daraufhin ist der Rapper auf einer Pressekonferenz zum Kampf zu sehen, in der er unter anderem auf seine Kindheit zurückblickt. Zwischendurch sind im Video immer wieder Szenen aus UFC-Kämpfen enthalten.